# 芳賀徹
芳賀 徹（はが とおる、1931年5月9日 - 2020年2月20日）は、日本の文学者・比較文学者。学位は、文学博士（東京大学・1985年）（学位論文「絵画の領分 : 近代日本比較文化史研究 」）。国際日本文化研究センター名誉教授、東京大学名誉教授、京都造形芸術大学名誉学長。日本藝術院会員。正四位。

## 経歴
出生から修学期
1931年、東京府（現・東京都）で生まれた。本籍は山形県。両親の都合で幼時より両親の出身地でもある山形県で過ごし、1941年に東京高等師範学校附属小学校（現・筑波大学附属小学校）へ転入。東京高師附属中学（現・筑波大学附属中学校・高等学校）4年修了で、1948年に旧制第一高等学校に入学。1年修了で1949年に新制東京大学に入学。東京大学教養学部教養学科フランス分科で第一期生として学び、1953年に卒業。同大学大学院比較文学比較文化専修課程に進み、島田謹二の下で比較文学を学んだ。第一期生として修士課程を修了後、フランスへ留学。
当初、フランスに留学してその詩に親しんでいたが、蘭学研究を始めて近世以降の東西交渉史に関心を持った。ついで近代日本絵画における西洋文化の影響、岩倉使節団を論じ、徳川時代の平和を、パクス・ロマーナをもじって「パクス・トクガワーナ」と名づけた。1957年に帰国。
文学研究者として
1963年、東京大学教養学部専任講師に就いた。1965年より助教授。1966年、プリンストン大学研究員。1968年に初の単著である『大君の使節』を刊行。1977年に同教授昇格。1985年、学位論文『絵画の領分：近代日本比較文化史研究』を東京大学に提出して文学博士の学位を取得。
1983年から1988年まで、東京大学比較文学比較文化研究室主任教授を務めた。1991年、国際日本文化研究センター教授を併任。1992年に東京大学を定年退官し、名誉教授となった。その後は国際日本文化研究センター教授として研究を続けたが、1997年に同センターを定年退官し、同名誉教授となった。同年4月、大正大学教授に就任。
1998年4月、岡崎市美術博物館館長に就任（2010年まで）。1999年、京都造形芸術大学教授、学長を歴任し、2008年名誉学長。2006年、瑞宝中綬章受章。2006年11月1日源氏物語千年紀の呼びかけ人となった。
2010年4月、静岡県立美術館館長に就任（2017年まで）。2012年、現代俳句大賞受賞。2014年1月、宮中歌会始で召人を務めた。2018年、日本芸術院会員に選出された。
2020年2月20日、胆嚢がんのため、東京都内の病院で死去。88歳没。死没日をもって正四位に叙される。

### 委員・役員ほか
- 大佛次郎賞選考委員（1990年～1997年）
- サントリー学芸賞文学・美術部門選考委員(1993年～2010年)

## 受賞・栄典
- 1981年：『平賀源内』でサントリー学芸賞を受賞。
- 1984年：『絵画の領分』で大佛次郎賞
- 1993年：明治村賞
- 1997年：紫綬褒章
- 2000年：京都新聞文化学術賞
- 2006年：瑞宝中綬章
- 2011年：『藝術の国日本 画文交響』で蓮如賞
- 2012年：現代俳句大賞
- 2012年：京都市文化功労者
- 2017年：井上靖記念文化賞（旭川市）
- 2018年：日本芸術院賞・恩賜賞
- 2020年：正四位

## 研究内容・業績
専門は比較文学。東京大学では福田眞人・杉田英明を含む数多くの後進を育成した。
新しい歴史教科書をつくる会
- 1996年12月2日、藤岡信勝、西尾幹二、小林よしのりらは「新しい歴史教科書をつくる会」（略称：つくる会）の結成記者会見を開催。中学校社会科教科書からの従軍慰安婦の記述削除を求めた[14]。会見時の呼びかけ人は9人、賛同者は78人。芳賀は賛同者に名を連ねた[注 1]。
- 1997年1月30日、「つくる会」が設立される[16]。設立と同時に「つくる会」の理事に就任した[17]。2004年に会長が八木秀次に変わると、同年以降は顧問となった[17]。扶桑社から出版された中学教科書『新しい歴史教科書』の監修も務めた[18]。

### 交遊
- 東京高等師範学校附属小学校では、同じクラス（第1部）からのちに東大教授となった者が五人いた。平川祐弘、石井進、高階秀爾、平田賢である。高階とは後に京都造形芸術大学においても同僚となり、芳賀が学長、高階が大学院長を務めた。平川と伊東俊太郎とは東京大学教養学部の同僚であり、伊東とは後に国際日本文化研究センターにおいても同僚となる。

## 家族・親族
- 父：芳賀幸四郎はは中世日本史を専攻した歴史学者[2]。父が左翼活動で東京高等師範学校を退学になった直後に生まれている[2]。
- 長男：芳賀満は考古学者。東北大学教授。
- 長男の妻：芳賀京子は美術史学者。東京大学教授・東北大学元教授。

## 著書
- 『大君の使節』中公新書 1968
- 『渡辺崋山：優しい旅びと』(日本の旅人13)淡交社 1974
  - 朝日選書 1986、オンデマンド版 2003
- 『みだれ髪の系譜』美術公論社 1981
  - 講談社学術文庫 1988
- 『平賀源内』(朝日評伝選 23)朝日新聞社 1981、朝日選書 1989
  - ちくま学芸文庫 2023
- 『絵画の領分－近代日本比較文化史研究』朝日新聞社 1984、朝日選書 1990
- 『與謝蕪村の小さな世界』中央公論社 1986、中公文庫 1988
- 『文化の往還：比較文化のたのしみ』福武書店(福武ブックス) 1989
- 『岩倉使節団の西洋見聞：「米欧回覧実記」を読む』日本放送出版協会(NHK市民大学) 1990
- 『きのふの空 東大駒場小景集』中央公論美術出版 1992
- 『詩の国 詩人の国』筑摩書房 1997
- 『詩歌の森へ：日本詩へのいざない』中公新書 2002
- 『ひびきあう詩心：俳句とフランスの詩人たち』TBSブリタニカ 2002
- 『藝術の国日本：画文交響』角川学芸出版 2010
- 『文明としての徳川日本』筑摩選書 2017[注 2]
- 『桃源の水脈：東アジア詩画の比較文化史』名古屋大学出版会 2019
- 『外交官の文章：もう一つの近代日本比較文化史』筑摩書房 2020 - 以下は遺著
- 『文明の庫 Ｉ 静止から運動へ：近代日本比較文化史研究』中央公論新社 2021
- 『文明の庫 ＩＩ 夷狄の国へ：近代日本比較文化史研究』中央公論新社 2021

### 共編著
- 『明治百年の序幕』(大世界史 21) 井上勲と共著[19]、文藝春秋 1969
  - 改訂改題『明治維新と日本人』講談社学術文庫 1980
- 『杉田玄白・平賀源内・司馬江漢 日本の名著 22』中央公論社 1971、普及版・中公バックス 1983
- 『講座比較文学』全8巻 平川・亀井俊介・小堀桂一郎共編、東京大学出版会 1973-1976
- 『批評日本史 政治的人間の系譜 徳川吉宗』奈良本辰也・楢林忠男共著、思索社 1973
- 『覆刻 四州真景』平凡社 1974[20]
- 『芸術の精神史：蕪村から藤島武二まで 共同討議』高階秀爾共編、淡交社 1976
- 『明治大正図誌 東京 3』小木新造共編 筑摩書房 1979
- 『カンヴァス日本の名画 高橋由一』青木茂共著 中央公論社 1976、普及版1979
- 『日露戦争期の漫画 浅井忠・小杉未醒』(近代漫画 4) 清水勲共編 筑摩書房 1985
- 『海外の日本人小事典』エッソ石油広報部 1985
- 『幕末維新期の漫画 C＝ワーグマン・河鍋暁斎』(近代漫画 1) 清水勲共編 筑摩書房 1986
- 司馬江漢『江漢西遊日記』太田理恵子共校注、平凡社東洋文庫 1986
- 『外国人による日本論の名著 ゴンチャロフからパンゲまで』佐伯彰一共編 中公新書 1987
- 『小出楢重随筆集』岩波文庫 1987
- 『文学の東西』辻瑆共編 放送大学教育振興会 1988
- 『ビゴー素描コレクション』全3巻、清水勲・酒井忠康・川本皓嗣共編 岩波書店 1989
- 『世紀末から新世紀末へ』筑摩書房 1990
- 『写真で見る江戸東京』岡部昌幸共著 新潮社：とんぼの本 1992
- 『世界都市の条件』高階秀爾共編 筑摩書房 1992
- 『絵のなかの東京 ビジュアルブック江戸東京』岩波書店 1993
- 『文明としての徳川日本：叢書 比較文学比較文化1』中央公論社 1993
- 『蕪村　水墨画の巨匠 12』早川聞多共著 講談社 1994
- 『河鍋暁斎画集』六燿社 1994
- 『江戸のなかの近代：秋田蘭画と解体新書』高階秀爾・武塙林太郎・養老孟司・成瀬不二雄・河野元昭共著、筑摩書房 1996
- 『翻訳と日本文化』国際文化交流推進協会〈シリーズ国際交流〉 2000
- 『創像新世紀』淡交社 2001
- 『京都学を学ぶ人のために』冨士谷あつ子共編 世界思想社 2002
- 『ワーグマン素描コレクション』上下、酒井・清水・川本・新井潤美共編、岩波書店 2002
- 『岩倉使節団の比較文化史的研究』思文閣出版 2003
- 『みやこの円熟：江戸期の京都文化史再考』日本放送出版協会(NHK人間講座) 2004 - 放送テキスト
- 『泉涌寺 新版古寺巡礼 京都27』淡交社 2008[21]
- 『ポストモダンを超えて：21世紀の芸術と社会を考える』三浦雅士編、高階秀爾・山崎正和ほか著、平凡社 2016

#### 訳書
- ジョージ・サンソム『西欧世界と日本』金井圓・多田実・平川祐弘と共訳
筑摩叢書 上下 1966、復刊 1983
新編：ちくま学芸文庫 上中下 1995
- 『日本の歴史と個性：現代アメリカ日本学論集』A.M.クレイグ/D.H.シャイヴリ編
本山幸彦・金井圓と共監訳、ミネルヴァ書房 上下 1973-1974
- ドナルド・キーン『日本人の西洋発見』中央公論社 1968
  - 中公叢書 1976／中公文庫 1982
  - 新版『ドナルド・キーン著作集11』新潮社 2014
- サミュエル・ビング『藝術の日本』大島清次・池上忠治・瀬木慎一共訳、美術公論社 1981